# Jassen Borissow
Jassen Chermaniew Borissow (bulgarisch Ясен Борисов; * 9. Mai 1970, englische Transkription Yasen Khermaniev Borisov) ist ein bulgarischer Badmintonspieler.

## Karriere
Jassen Borissow nahm 1992 im Herrendoppel und -einzel an Olympia teil. Er verlor bei beiden Starts gleich in Runde eins und wurde somit 33. im Einzel und 17. im Doppel. Bereits 1988 hatte er die bulgarische Juniorenmeisterschaft gewonnen. 1992 siegte er national bei den Erwachsenen und gewann die Romanian International. 1996 war er bei den Cyprus International erfolgreich, 2000 bei den Greece International.

## Sportliche Erfolge
| Saison | Veranstaltung                                 | Disziplin    | Platz | Name                                 |
| ------ | --------------------------------------------- | ------------ | ----- | ------------------------------------ |
| 1988   | Bulgarien: Einzelmeisterschaften der Junioren | Mixed        | 1     | Jassen Borissow / Aneta Stambolijska |
| 1992   | Romanian International                        | Herreneinzel | 1     | Jassen Borissow                      |
| 1992   | Bulgarien: Einzelmeisterschaften              | Herreneinzel | 1     | Jassen Borissow                      |
| 1992   | Olympia                                       | Herrendoppel | 17    | Iwan Iwanow / Jassen Borissow        |
| 1992   | Olympia                                       | Herreneinzel | 33    | Jassen Borissow                      |
| 1996   | Cyprus International                          | Herrendoppel | 1     | Jassen Borissow / Ljuben Panow       |
| 2000   | Greece International                          | Herrendoppel | 1     | Ljuben Panow / Jassen Borissow       |